# Bill Macy
Bill Macy (Revere (Massachusetts), 18 mei 1922 - Los Angeles, 17 oktober 2019), geboren als Wolf Martin Garber, was een Amerikaans acteur.

## Biografie
Macy werd geboren in Revere en groeide op in Brooklyn (New York). Voordat hij acteur werd werkte hij als taxichauffeur.
Macy begon in 1966 als acteur in de televisieserie The Edge of Night, waarna hij nog meerdere rollen speelde in televisieseries en films. Hij is vooral bekend van zijn rol als Walter Findlay in de televisieserie Maude waar hij in 137 afleveringen speelde (1972-1978). 
Macy is in 1975 getrouwd.

## Filmografie

### Films
- 2007 Mr. Woodcock – als vader van Mr. Woodcock
- 2006 The Holiday – als Ernie
- 2005 Early Bird – als Harold
- 2004 Surviving Christmas – als Doo-Dah
- 1992 Me, Myself and I – als Sydney
- 1991 The Doctor– als Dr. Al Cade
- 1990 Sibling Rivalry – als Pat
- 1990 Anna – als Max Fetchick
- 1987 Perry Mason: The Case of the Murdered Madam – als Richard Wilson
- 1985 Bad Medicine – als Dr. Gerald Marx
- 1985 Movers & Shakers – als Sid Spokane
- 1982 My Favorite Year – als Sy Benson
- 1982 The Day the Bubble Burst – als Mr. Goldberger
- 1980 The Scarlett O'Hara War – als Myron Selznick
- 1980 Serial – als Sam Stone
- 1979 The Jerk – als Stan Fox
- 1979 The Fantastic Seven – als Frank Wallach
- 1977 The Late Show – als Charlie Hatter
- 1976 Death at Love House – als Charles Drummond
- 1972 Oh! Calcutta! – als Monte
- 1967 The Producers – als voorzitter jury

### Televisieseries
Uitgezonderd eenmalige gastrollen.
- 1999 Jack & Jill – als Stanley Ashton – 2 afl.
- 1995 Can't Hurry Love – als Arthur Peeple – 2 afl.
- 1987 Nothing in Common – als Max Basner – 7 afl.
- 1986-1987 One Big Family – als Larry Collins – 3 afl.
- 1986 L.A. Law – als Irving Lewis – 2 afl.
- 1984 St. Elsewhere – als Hershel Millstein – 2 afl.
- 1979 Hanging In – als Louis Harper – 4 afl.
- 1972-1978 Maude – als Walter Findlay – 137 afl.

## TheaterwerkBroadway
- 1980 The Roast – toneelstuk – als Gus Mizzy
- 1980-1981 I Ought to Be in Pictures – toneelstuk – als Herb (understudy)
- 1971 And Miss Reardon Drinks a Little – toneelstuk – als Bob Stein
- 1969-1972 Oh Calcutta – musical – als artiest
- 1958-1959 Once More, With Feeling – toneelstuk – als Maxwell Archier

- Biblioteca Nacional de España: XX4921256
- Bibliothèque nationale de France: cb140399736 (data)
- International Standard Name Identifier: 0000 0001 1587 5385
- Library of Congress Control Number: no2007055629
- MusicBrainz: 007590f6-aea0-45fb-ba11-08ce8f416b52
- SNAC: w6tr9ndh
- Virtual International Authority File: 4708275
- WorldCat: E39PBJycJr7tXqp7YrxjTcg3Qq